# 宮西令奈
宮西令奈（みやにし れな、2001年6月7日 - ）は、石川県加賀市出身の女子競輪選手。日本競輪選手会富山支部所属（登録地は石川県）、ホームバンクは石川県立自転車競技場。日本競輪選手養成所（以下、養成所）第124期生。師匠は山崎晃（95期）。競輪選手の宮西翼（100期）は叔父。

## 来歴
5歳で空手を始め、小松大谷高等学校時代はインターハイに空手女子個人形で出場経験がある。
高校卒業後は、叔父（宮西翼）が競輪選手ということもあり、競輪選手になることを決意。2022年1月、養成所第124回選手候補生入所試験に合格。養成所での競走訓練成績は18位（0勝）、卒業記念レースでは予選敗退。
2023年5月5日、四日市FII「競輪ルーキーシリーズ」にてデビュー、5着。
2025年3月27日、名古屋FIIで初勝利（養成所時代の競走訓練も含めて初めての1着）。

## エピソード
- 趣味はアニメとコスプレで、尊敬する人物はアニメ作品の主人公であるうずまきナルト[4]。また、ルーキーシリーズで獲得した賞金を原資にコスプレの衣装を購入した[9]。

- 2023年6月25日放送分の『NHKのど自慢』に出演。当日は地元・加賀市文化会館からの生中継であり、宮西はいきなりトップバッターとして登場した。松本梨香の『めざせポケモンマスター』を熱唱するも、結果は鐘2つで不合格[1]。そのため番組中では名前は明かすことはできなかったが、『124』と書かれたウェアとレーサーパンツ姿で出演したこと、司会の廣瀬智美アナウンサーから「今年競輪選手としてデビューした」と紹介されたこともあり、分かる人にはすぐ宮西だと気づかれた[注釈 1][10]。地元でNHKのど自慢の公開放送があることを知った祖母が応募を薦めてきたこともあり、予選会に応募。事前審査[注釈 2]に合格し参加してみると合格し本選出場が決まってしまった、とのこと[1]。